# 塚田理喜智
塚田 理喜智（つかだ りきち、1892年（明治25年）12月15日 - 1958年（昭和33年）5月19日）は、日本の陸軍軍人。最終階級は陸軍中将。

## 経歴
石川県出身。1916年（大正5年）5月、陸軍士官学校（28期）を卒業。同年12月、歩兵少尉任官。1924年（大正13年）11月、陸軍大学校（36期）を卒業。参謀本部兵要班に配属された。のち、兵科を航空兵科に転ずる。
1933年（昭和8年）3月、浜松陸軍飛行学校教官に就任。1936年（昭和11年）5月、支那駐屯軍参謀部付となり、北支那方面軍情報主任参謀として日中戦争に出動。1938年（昭和13年）3月、航空兵大佐に昇進し、同年6月、飛行第7連隊長に就任。1939年（昭和14年）12月、第1飛行集団参謀長に異動。1941年（昭和16年）8月、陸軍少将に進級し太平洋戦争を迎えた。
1942年（昭和17年）4月、第3飛行団長となり、第3航空軍参謀長、挺進練習部長を経て、1944年（昭和19年）11月、第1挺進集団長に着任。1945年（昭和20年）1月、建武集団長としてルソン島の戦いに臨み、同年3月、陸軍中将に進み、終戦を迎えた。
1947年（昭和22年）11月28日、公職追放仮指定を受けた。